# Krzynowłoga Mała (gmina)
Pour les articles homonymes, voir Krzynowłoga Mała.
Krzynowłoga Mała est une gmina rurale (gmina wiejska) de la powiat de Przasnysz, dans la Voïvodie de Mazovie, dans le centre-est de la Pologne.
Son siège administratif (chef-lieu) est le village de Krzynowłoga Mała, qui se situe environ 16 au nord-ouest de Przasnysz (siège de la powiat) et 104 km au nord de Varsovie (capitale de la Pologne).
La gmina couvre une superficie de 184,4 km2 pour une population de 3 535 habitants en 2006.

## Histoire
De 1975 à 1998, la gmina est attachée administrativement à la voïvodie d'Ostrołęka.

Depuis 1999, elle fait partie de la voïvodie de Mazovie.

## Géographie
La gmina inclut les villages et localités de :

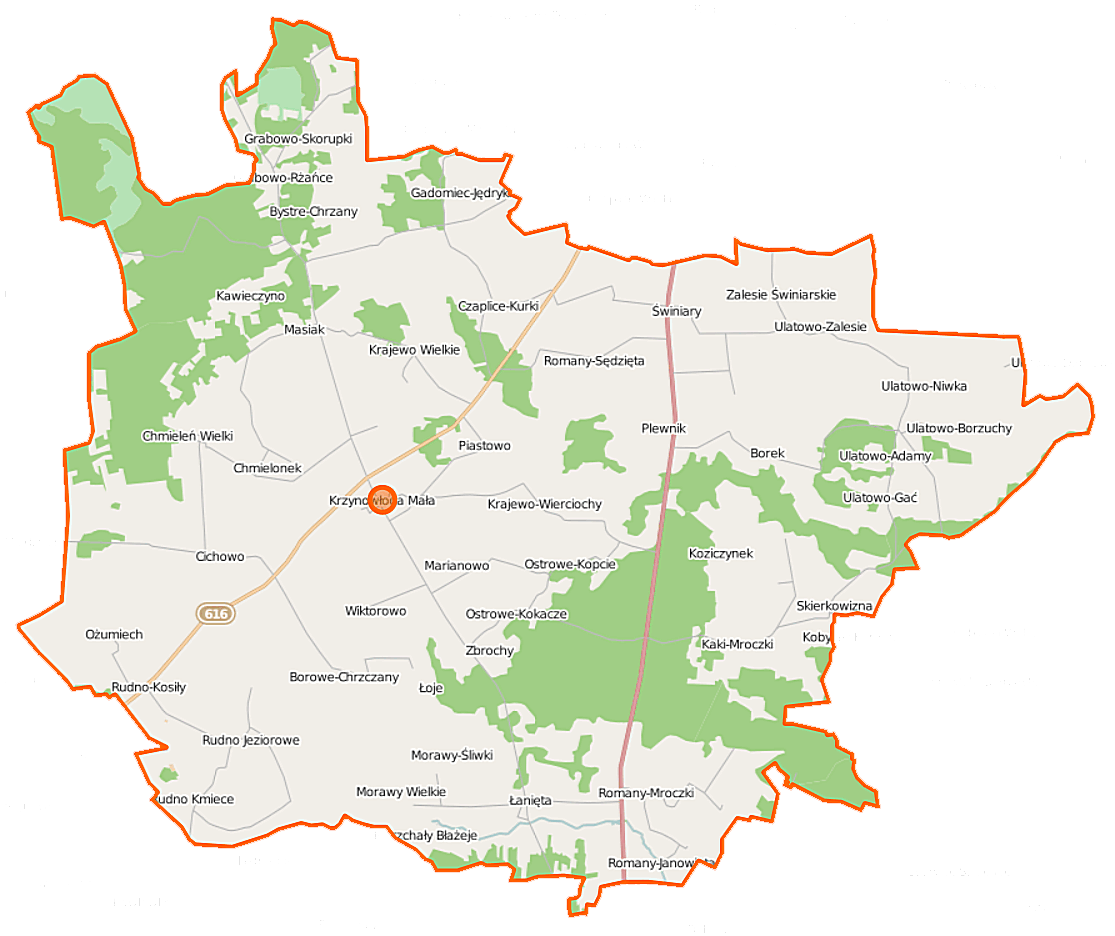
Plan de la gmina

- Borowe-Chrzczany
- Borowe-Gryki
- Bystre-Chrzany
- Chmieleń Wielki
- Chmielonek
- Cichowo
- Czaplice-Bąki
- Czaplice-Kurki
- Gadomiec-Jędryki
- Gadomiec-Wyraki
- Gąski-Wąsosze
- Grabowo-Rżańce
- Kaki-Mroczki
- Kawieczyno-Saksary
- Kosiły
- Krajewo Wielkie
- Krajewo-Kłódki
- Krajewo-Wierciochy
- Krzynowłoga Mała
- Łanięta
- Łoje
- Marianowo
- Masiak
- Morawy Wielkie
- Ostrowe-Stańczyki
- Ożumiech
- Piastów
- Plewnik
- Romany-Fuszki
- Romany-Janowięta
- Romany-Sebory
- Romany-Sędzięta
- Rudno Jeziorowe
- Rudno Kmiece
- Skierkowizna
- Świniary
- Ulatowo-Adamy
- Ulatowo-Borzuchy
- Ulatowo-Czerniaki
- Ulatowo-Zalesie
- Ulatowo-Żyły
- Wiktorowo
- Zbrochy

### Gminy voisines
La gmina de Krzynowłoga Mała est voisine des gminy suivantes :
- Chorzele
- Czernice Borowe
- Dzierzgowo
- Jednorożec
- Przasnysz

## Structure du terrain
D'après les données de 2002, la superficie de la commune de Krzynowłoga Mała est de 184,4 km2, répartis comme tel :
- terres agricoles : 67%
- forêts : 29%

La commune représente 15,14% de la superficie du powiat.

## Démographie
Données du 30 juin 2004 :
| Description        | Total  | Total | Femmes | Femmes | Hommes | Hommes |
| ------------------ | ------ | ----- | ------ | ------ | ------ | ------ |
| Unité              | Nombre | %     | Nombre | %      | Nombre | %      |
| Population         | 3 601  | 100   | 1 778  | 49,4   | 1 823  | 50,6   |
| Densité (hab./km²) | 19,5   | 19,5  | 9,6    | 9,6    | 9,9    | 9,9    |